# Robertsonpet
Robertsonpet (Kannada ರಾಬರ್ಟ್ಸನ್ ಪೇಟೆ Rābarṭsan Pēṭ) ist eine Stadt im indischen Bundesstaat Karnataka. Die Stadt befindet sich im Osten des Bundesstaates und ist ca. 94 km von Bangalore entfernt.
Die Stadt ist Teil des Distrikt Kolar. Robertsonpet hat den Status eines Municipal Council. Die Stadt ist in 41 Wards gegliedert.

## Geschichte
Robertsonpet wurde 1902 gegründet und nach Sir Donald Robertson, dem britischen Resident des Fürstenstaats Mysore, benannt. Es gilt als eine der ersten Planstädte im modernen Indien. Die Gemeinde wurde geplant und gebaut, um der wachsenden Personenanzahl, die in den Kolar Gold Fields beschäftigt waren, Rechnung zu tragen, in dessen Minen Gold gefördert wurde. Das Rathaus, im Volksmund als King George Hall bekannt, ist aufwendig im viktorianischen Stil erbaut und verfügt über einen beeindruckenden Rasen und Garten. In den Kolar Gold Fields wird heute kein Gold mehr produziert, stattdessen werden die Anlagen zur Energieerzeugung genutzt.

## Demografie
Die Einwohnerzahl der Stadt liegt laut der Volkszählung von 2011 bei 143.233 und die der Agglomeration bei 162.230. Robertsonpet hat ein Geschlechterverhältnis von 1020 Frauen pro 1000 Männer und damit einen für Indien seltenen Frauenüberschuss. Die Alphabetisierungsrate lag bei 91,7 % im Jahr 2011. Knapp 78 % der Bevölkerung sind Hindus, ca. 12 % sind Christen, ca. 9 % sind Muslime und ca. 1 % gehören einer anderen oder keiner Religion an. 11,5 % der Bevölkerung sind Kinder unter 6 Jahren. Es gibt eine beträchtliche Anglo-Indische Bevölkerung die Nachkommen der englischen Minenaufsehern sind.